# 南鯡
南鯡為輻鰭魚綱鲱形目鲱科的其中一種，分布於澳洲海域，棲息深度10-13公尺，體長可達10公分，棲息在沿海海域，能忍受低鹽度，成群活動。

## 擴展閱讀
維基物種上的相關：南鯡